# Maximilian von Oberländer
Maximilian Freiherr von Oberländer (* 6. April 1834 in Saalfeld; † 30. Juni 1898 in Meiningen) war ein deutscher Verwaltungs- und Fiskaljurist.

## Leben
Maximilian von Oberländer war Sohn des Geheimen Finanz- und Staatsrats und Direktors der Mitteldeutsche Creditbank in Sachsen-Meiningen Friedrich Eduard Freiherr von Oberländer (1807–1879), der 1865 durch Herzog Bernhard II. von Sachsen-Meiningen nobilitiert wurde. Er besuchte das Gymnasium Bernhardinum in Meiningen und studierte ab 1852 Rechtswissenschaften an den Universitäten Göttingen und Leipzig. In Göttingen wurde er 1853 Mitglied des Corps Hannovera. Nach dem Ende der Juristenausbildung mit Promotion zum Dr. jur. wurde er 1860 Staatsanwalt, 1863 dann Regierungsrat in Meiningen. 1872 wirkte er am Aufbau der deutschen Verwaltung im Reichsland Elsaß-Lothringen mit. Er war 1872–1873 zunächst Kreisdirektor des aus dem Arrondissement Molsheim entstandenen neuen Kreises Molsheim. Oberländer wurde dann Direktor der Behörde für die indirekten Steuern im Elsass.
Er war seit 1860 verheiratet mit Eugenie geb. Albrecht (* 1838), der Tochter des Appellationsgerichtsrats Friedrich L. Albrecht in Hildburghausen. Die Ehe blieb kinderlos.